# Municipio de Götene
El municipio de Götene (en sueco: Götene kommun) es un municipio en la provincia de Västra Götaland, al suroeste de Suecia. Su sede se encuentra en la localidad de Götene.

## Localidades
Hay 4 áreas urbanas (tätort) en el municipio:
| # | Tätort     | Población |
| - | ---------- | --------- |
| 1 | Götene     | 5083      |
| 2 | Källby     | 1705      |
| 3 | Lundsbrunn | 892       |
| 4 | Hällekis   | 653       |

## Ciudades hermanas
Götene está hermanado o tiene tratado de cooperación con:
- Pasvalys, Lituania